# Editor de gràfics vectorials

Captura de pantalla de l'editor de gràfics vectorials Xfig.

Un editor de gràfics vectorials és un programa que permet als usuaris compondre i editar imatges de gràfics vectorials interactivament a la pantalla d'ordinador i desar-los en un de molts formats de gràfics vectorials populars com EPS, PDF, WMF, SVG o VML.

## Editors vectorials contra editors de mapes de bits
Els editors vectorials es contrasten sovint amb editors de mapa de bits, i les seves capacitats es complementen l'una a l'altra. Els editors vectorials són, per norma general, millors per a disseny gràfic, format de pàgina, tipografia, logos, il·lustracions artístiques de brodes bé definides (p. ex. còmics, clip art, patrons geomètrics complexos), il·lustracions tècniques, diagramació i diagrames de flux. Els editors de mapes de bits són més adequats per retocs, processament de fotos, il·lustracions photorealistics, collage i disseny manual utilitzant una pissarra digital. Molts il·lustradors contemporanis utilitzen Corel Photo-Paint i Photoshop per fer tota la classe d'il·lustracions. Les versions recents d'editors de mapes de bits, com GIMP i Photoshop donen suport a eines vectorials (p. ex. camins editables), i els editors vectorials com CorelDRAW, Adobe Illustrator, Xara Xtreme, Adobe Fireworks, Inkscape o SK1 estan adoptant gradualment eines i enfocaments que anteriorment estaven limitats als editors de mapes de bits (p. ex. entelant-se).

## Trets especialitzats
Alguns editors vectorials donen suport a animació, mentre que altres (p. ex. Adobe Flash) se'n destinen específicament a produir gràfics animats. Generalment, els gràfics vectorials són més adequats per animació, encara que també existeixin eines d'animació en mode ràster.
Els editors vectorials estan íntimament relacionats al programari d'autoedició com Adobe InDesign o Scribus, que també normalment inclou algunes eines de dibuix vectorial (normalment menys potents que aquells en editors vectorials independents). Els editors vectorials moderns són capaços de, i sovint preferible per a, dissenyar documents únics (com postals o opuscles) amb poques pàgines; és només per a documents més llargs o estandarditzats que programes de format de pàgina són més adequats.
Disposen d'una interfície d'usuari amb zoom.
Editors vectorials especials s'utilitzen per a disseny assistit per ordinador. No són adequats per gràfics artístics o decoratius, sinó que són rics en eines i biblioteques d'objecte utilitzats per assegurar precisió i conformitat d'estàndards de dibuixos i cianografies.
Finalment, programari de gràfics 3D com Maya, Blender o 3D Studio Max també pot ser pensat com una extensió dels tradicionals editors vectorials 2D, i ells comparteixen alguns conceptes comuns i eines.